# The Right Honourable

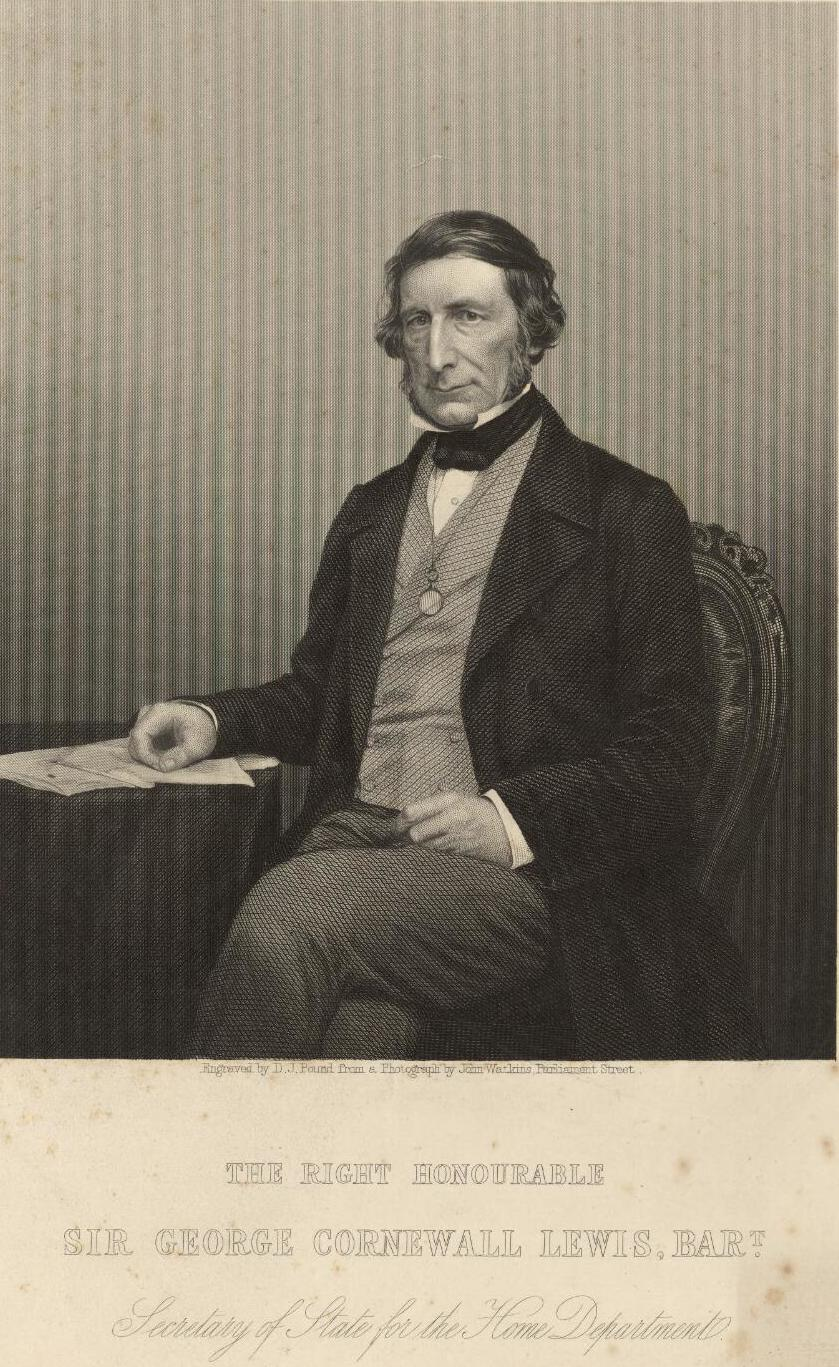
Questa incisione di George Cornewall Lewis include nella didascalia la dicitura The Right Honourable, a testimonianza della posizione di Segretario dell'interno da lui ricoperta al momento della sua creazione.

The Right Honourable (abbreviato in The Rt Hon. o Rt Hon.) è un trattamento onorifico utilizzato nel Regno Unito, in Canada, Australia, Nuova Zelanda e in India, in alcuni degli altri reami del Commonwealth, nei Caraibi britannici, a Mauritius e occasionalmente in altri stati.

## Membri
Il trattamento spetta a:
- I membri del Consiglio privato di sua maestà del Regno Unito e del Consiglio Privato dell'Irlanda del Nord;
  - Sono inclusi fra questi l'attuale e tutti i precedenti Primi Ministri del Regno Unito e tutti gli attuali e precedenti membri del Gabinetto del Regno Unito, con l'eccezione di coloro che si sono dimessi dal Consiglio Privato.
- Baroni, visconti e conti; mentre marchesi hanno il trattamento di The Most Honourable o His Lordship e i duchi The Most Noble o His Grace;
- Alcune cariche canadesi come il Governatore Generale, il Primo ministro e il Chief Justice del Canada.

Il trattamento è inoltre legato ad alcune cariche, le persone che le ricoprono possono quindi utilizzarlo per il tempo in cui sono in carica. Fra questi:
- Il Lord Mayor di Londra, Cardiff, Belfast e York e quelli di Melbourne, Sydney, Perth, Adelaide, Brisbane e Hobart;
- Il Lord Provost di Edimburgo e Glasgow.

## Utilizzo del trattamento onorifico

### Regno Unito
Il prefisso è abitualmente abbreviato in "The" in molte situazioni, ma mai per i Privati Consiglieri. Le seguenti persone hanno il diritto di utilizzo a titolo personale:
- Pari al di sotto del rango di marchese, cioè conti,[2] visconti,[3] e baroni,[4] e loro coniugi. Pari che sono duchi sono in stile "il più nobile" o "sua grazia" e marchesi sono in stile "The Most Honourable".
- I membri del Consiglio della Corona del Regno Unito [5][6]
- I membri del Consiglio privato di sua maestà dell'Irlanda del Nord.

Le seguenti persone hanno il diritto di stile ex officio. Lo stile viene aggiunto al nome dell'ufficio, non il nome della persona:
- Il Lord Mayor di Londra
- Il Lord Mayor di Cardiff
- Il Lord Mayor di Belfast
- Il Lord Mayor di York
- Il Lord Lyon, re d'arme
- Il Lord Provost di Edimburgo
- Il Lord Provost di Glasgow

## Australia
| Australiani in possesso del trattamento di The Right Honourable | Compiti istituzionali    | Incarico precedente                                    |
| --------------------------------------------------------------- | ------------------------ | ------------------------------------------------------ |
| Doug Anthony, AC, CH                                            | Membro del Privy Council | Ex Vice primo ministro australiano                     |
| Ian Sinclair, AC                                                | Membro del Privy Council | Ex Speaker della camera dei rappresentanti australiana |
| Sir Ninian Stephen, KG, AK, GCMG, GCVO, KBE, QC                 | Membro del Privy Council | Ex governatore generale australiano                    |
| Sir William Heseltine, GCB, GCVO, AC                            | Membro del Privy Council | Ex Private Secretary to the Sovereign                  |
| Robert May, Baron May of Oxford, OM, AC                         | Life peer                | Ex Chief Scientific Adviser to the UK Government       |
| Trixie Gardner, Baroness Gardner of Parkes, AM, JP              | Life peer                | Ex Councillor on the Westminster City Council          |
| Malcolm Murray, XII conte di Dunmore                            | Earl of Dunmore          | Membro della camera dei lord                           |
| Robert Fiennes-Clinton, XIX conte di Lincoln                    | Earl of Lincoln          |                                                        |
| Simon Abney-Hastings, XV conte di Loudoun                       | Earl of Loudoun          |                                                        |
| George Dawson-Damer, VII conte di Portarlington                 | Earl of Portarlington    |                                                        |
| Keith Rous, VI conte di Stradbroke                              | Earl of Stradbroke       |                                                        |
| Francis Grosvenor, VIII conte di Wilton                         | Earl of Wilton           |                                                        |
| Nicholas St John, XIX visconte Bolingbroke, X visconte St John  | Viscount Bolingbroke     |                                                        |
| Charles Cavendish, VII barone Chesham                           | Baron Chesham            |                                                        |
| James Lindsay, III bardone Lindsay of Birker                    | Baron Lindsay of Birker  |                                                        |
| David Campbell, VII barone Stratheden and Campbell              | Baron Stratheden         |                                                        |

### Canada
In Canada, solo i responsabili dei più alti uffici pubblici possono fregiarsi del trattamento di "The Right Honourable" (Le très honorable è il termine francese usato dal governo federale). In precedenza, questo è stato in virtù della loro nomina al Privy Council of the United Kingdom. Tuttavia, gli appuntamenti canadesi al Privy British Council sono stati finiti da parte del governo di Lester Pearson. 
Da allora, agli individui che detengono o hanno ricoperto, uno dei seguenti uffici viene assegnato il trattamento di Right Honourable a vita:
- Governor General of Canada
- Prime Minister of Canada
- Chief Justice of Canada

Per i Governatori generali in carica è possibile usare anche l'appellativo "His/Her Excellency". I membri del Privy Council e del Senate ricevono il trattamento di "The Honourable". Il trattamento di Right Honourable non si applica ai funzionari di livello provinciale.
| Canadesi viventi che hanno il trattamento di The Right Honourable | Luogo di nascita  | Motivo               | Nato | Conferimento |
| ----------------------------------------------------------------- | ----------------- | -------------------- | ---- | ------------ |
| Justin Trudeau                                                    | Ottawa, ON        | Primo Ministro       | 1971 | 2015         |
| Stephen Harper                                                    | Toronto, ON       | Primo Ministro       | 1959 | 2006         |
| Paul Martin                                                       | Windsor, ON       | Primo Ministro       | 1938 | 2003         |
| Jean Chrétien                                                     | Shawinigan, QC    | Primo Ministro       | 1934 | 1993         |
| Kim Campbell                                                      | Port Alberni, BC  | Primo Ministro       | 1947 | 1993         |
| Brian Mulroney                                                    | Baie-Comeau, QC   | Primo Ministro       | 1939 | 1984         |
| John Turner                                                       | Regno Unito       | Primo Ministro       | 1929 | 1984         |
| Joe Clark                                                         | High River, AB    | Primo Ministro       | 1939 | 1979         |
| David Johnston                                                    | Sudbury, ON       | Governatore generale | 1941 | 2010         |
| Michaëlle Jean                                                    | Haiti             | Governatore generale | 1957 | 2005         |
| Adrienne Clarkson                                                 | Hong Kong         | Governatore generale | 1939 | 1999         |
| Ed Schreyer                                                       | Beausejour, MB    | Governatore generale | 1935 | 1979         |
| Beverley McLachlin                                                | Pincher Creek, AB | Chief Justice        | 1943 | 2000         |
| Don Mazankowski                                                   | Viking, AB        | Honorific            | 1935 | 1992         |

### Sri Lanka
In Sri Lanka, il primo ministro dell'indipendenza dello Sri Lanka (Ceylon), D.S. Senanayake è stato insignito del titolo "Mahamanya", che è la versione localizzata (in singalese) del trattamento di "The Right Honorable".

### Catalogna
Il Presidente della Generalitat de Catalunya in carica, a partire dal 1931, ha il trattamento di Molt Honorable, che è la traduzione catalana di "The Right Honourable".